# Wildsee (Ruhestein)
Der Wildsee, auch Wilder See genannt, liegt im nördlichen Schwarzwald in Baden-Württemberg, nordöstlich des Ruhesteins im Gemeindegebiet von Baiersbronn.

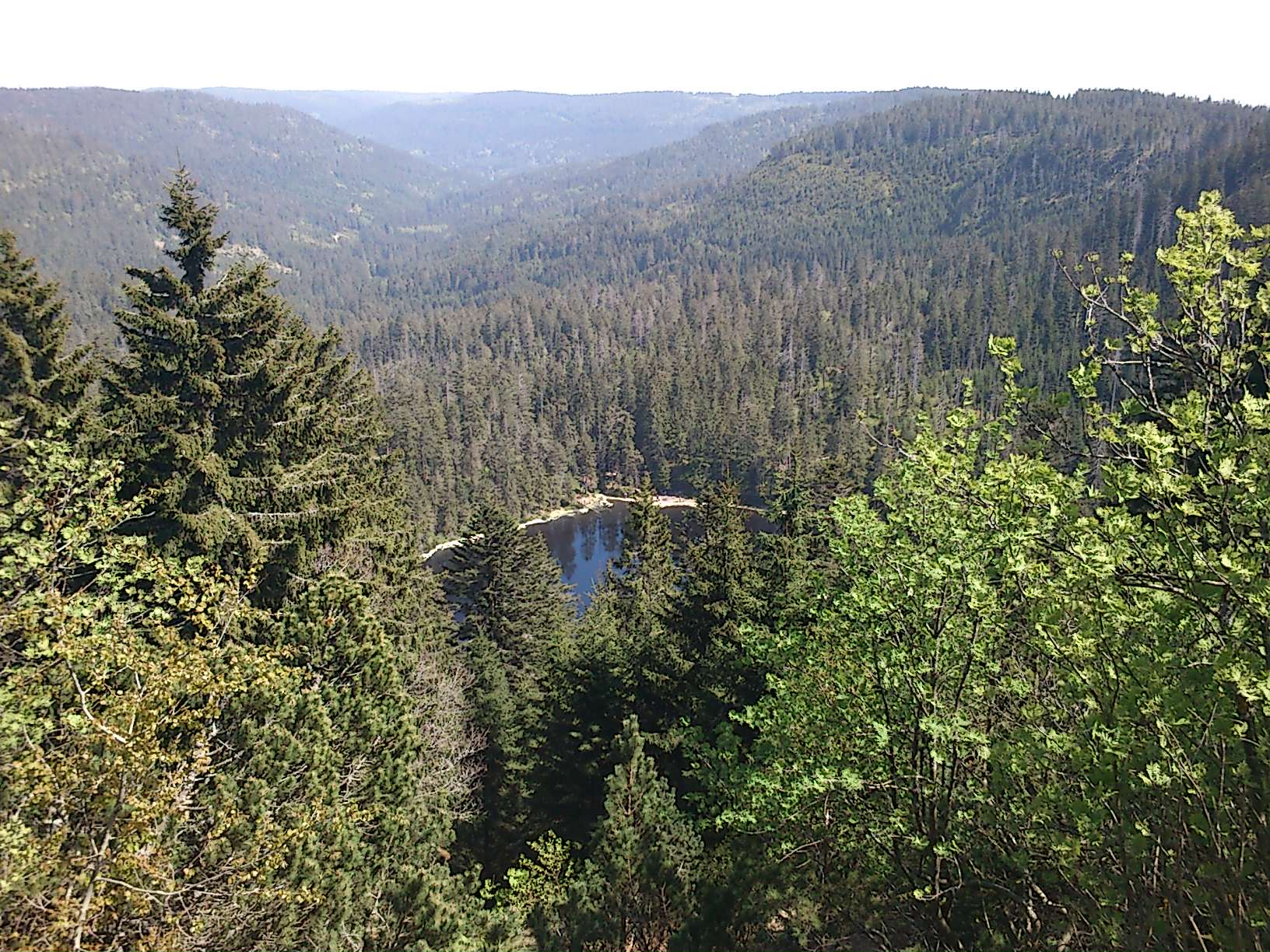
Mit dem Wildsee-Kar beginnt das siedlungsleere obere Schönmünz-Tal

Der siedlungsferne See liegt 910 m hoch, östlich des Nordschwarzwälder Hauptkammes in einem bis 120 m eingetieften würmeiszeitlichen Kar mit mehreren Moränenwällen. Er ist besonders gut vom benachbarten Seekopf (1055 m ü. NN) zu sehen. Der fast runde Karsee hat eine Fläche von 2,4 ha, eine Tiefe von 11,5 m und entwässert über die Schönmünz zur Murg. Er ist geringfügig angestaut, da er einst für die Scheitholztrift als Schwallwasser genutzt wurde.
Der Wildsee gehört zum 2014 eingerichteten Nationalpark Schwarzwald. Er war seit 1939 vom Naturschutzgebiet Wilder See – Hornisgrinde umgeben, das sich auf einer Fläche von 766 Hektar über die Hochlagen östlich des Gebirgskammes zwischen Hornisgrinde und Ruhestein erstreckte und weitgehend im Nationalpark aufgegangen ist. Ein Gebiet von rund 86 ha rund um den Wildsee wurde bereits 1911 als Bannwald ausgewiesen und ist damit das älteste Naturwaldreservat in Baden-Württemberg. 1998 wurde das Gebiet auf 150 ha vergrößert.
Gelegentlich verwechselt wird der Wildsee mit dem 20 km nordöstlich und nahezu in gleicher Höhe gelegenen, aber ganz andersartigen Hochmoorkolk Wildsee bei Kaltenbronn.